# Neuro: Supernatural Detective
Нейро Ногами: детектив из Ада (яп. 魔人探偵 脳噛ネウロ Мадзин тантэй но:гами нэуро) — детективная манга Юсэя Мацуи, опубликованная в журнале Weekly Shonen Jump, и аниме режиссёра Кодзина Хироси.

## Сюжет
Нейро Ногами — демон, который питается загадками. Поглотив их все в своём мире, в Аду, он отправляется на Землю, чтобы отыскать там самую захватывающую и «вкусную» загадку. Он находит девочку по имени Яко Кацураги, у которой погиб отец. Полиция утверждала, что это было самоубийство, хотя Яко была абсолютно уверена, что это не так. Нейро предлагает девочке сделку: если та будет помогать ему находить и распутывать загадки, то он поможет раскрыть убийство её отца. Вместе они организовывают детективное агентство.
Яко задаётся вопросом, почему Нейро выбрал именно её в качестве помощника и доверенного лица, ведь именно ей достаётся вся слава. Демону же нужны лишь загадки, чтобы утолять свой голод, так как в Преисподней раскрытая загадка высвобождается из её владельца в виде огромного количества негативной энергии, которой Нейро и питается.

## Список персонажей

### Детективное агентство
Нейро Ногами (яп. 脳噛 ネウロ Но:гами Нэуро) — главный персонаж, загадочный демон из преисподней. На первый взгляд может показаться просто высоким и красивым улыбчивым молодым человеком, однако эту маску он снимает только при Яко и Годае, выставляя наружу всю свою садистскую натуру и демонический эгоизм. Неоднократно спасал девушку, даже ценой своего здоровья и почти целиком истраченных магических сил. Прибыл на землю, чтобы найти «идеальную загадку», которая сумеет его насытить. Для этого он и открыл детективное агентство и выбрал себе в помощники Яко. Хотя фактически он и расследует все преступления, на людях представляется как ассистент детектива. Когда загадка почти разгадана, любит говорить: «Разгадка уже у меня на языке». Люди его интересуют лишь как источники загадок, хотя позже он признаётся, что из-за сближения с ними сам постепенно превращается в человека. По просьбе Яко закрыл врата Ада для того, чтобы мир людей не был уничтожен. Фамилия демона «Ногами» означает «Пожирающий мозги».
Сэйю: Такэхито Коясу
Яко Кацураги (яп. 桂木 弥子 Кацураги Яко) — главная героиня аниме и манги. Шестнадцатилетняя школьница, помощница Нейро и его «раб номер 1». По характеру очень жизнерадостная, скромная и добрая, в критической ситуации может быть отчаянной. Её отца-архитектора нашли жестоко убитым в закрытой комнате, а мать, свободная писательница, уехала за границу (по сюжету манги: мать не уехала и они живут вместе). Оставшись одна и отказавшись поверить в самоубийство отца, она однажды услышала за спиной голос: «Так ты хочешь разгадать загадку?». Так она и познакомилась с Нейро. Нейро представляет как детектива именно её, на людях называет её «сэнсэй», хотя часто издевается над ней. Тем не менее все издёвки Нейро она переносит, поскольку тот вечно грозит вырвать ей все внутренности. Уважает его и переживает, когда он ранен. Несмотря на хрупкое телосложение, Яко обладает совершенно не контролируемым аппетитом (в одиночку она может разорить целый ресторан), за что её и прозвали «детективом-лакомкой». Нейро признался, что выбрал Яко в свои помощники лишь потому, что ему непостижимо понять многие человеческие чувства, а именно такие, как жалость и милосердие к маньяку, который обезумел из-за трагичных событий в жизни.
Сэйю: Кана Уэда
Синобу Годай (яп. 吾代 忍 Годай Синобу) — «раб номер 2», также работает в агентстве. До этого был членом криминальной банды. В отличие от Яко он не выносит Нейро. Довольно агрессивно реагирует на его издевательства и угрожает его убить. Но несмотря на такой бурный нрав, его нередко можно увидеть за просмотром сериалов. Согласно манге, не знает, что Нейро демон, и является «тайным» членом детективного агентства, так как Нейро считает, что его внешний вид может повредить репутации Яко. По манге, до момента, как Годай был перенаправлен в «Исследовательское бюро Мотидзуки», располагался не в офисе, а в комнате этажом ниже. Также, в отличие от аниме, пришёл в агентство не добровольно, а по принуждению Нейро, так как тому было необходимо избавиться от назойливых папарацци.
Сэйю: Хироюки Ёсино
Аканэ (яп. あかね) — живая прядь волос, принадлежащая убитой девушке. Она была найдена Яко под обоями в стене конторы. Аканэ работает секретарём, орудуя волосами как рукой. Довольно умна. Может ненадолго покидать контору вместе с Яко при помощи одного из 777 адских приёмов Нейро.

### Полицейское отделение
Эйси Сасадзука (яп. 笹塚 衛士 Сасадзука Эйси) — мрачноватый полицейский, ранее расследовал убийство отца Яко, однако ни к каким выводам не пришёл, кроме того, что убийцей архитектора может быть Призрачный Сай. Был очень перспективен в молодости, но когда потерял всю семью, решил остаться простым подчиненным. Ранее связывался с преступным миром. Обладает поразительной меткостью — в деле с таинственным взрывателем с первого раза попал в малюсенький таймер на бомбе. Не одобряет вмешательства Нейро и Яко в дела полиции, однако часто им помогает.
Сэйю: Кодзи Юса
Дзюн Исигаки (яп. 石垣 筍 Исигаки Дзюн) — молодой напарник Сасадзуки. По характеру легкомысленный и беззаботный, обожает коллекционировать фигурки, отаку. Считает Сасадзуку своим кумиром, чем немало его раздражает. Один раз сдал отчет в виде манги и поверхностно увлекается разными видами искусства.
Сэйю: Косукэ Ториуми
Юя Хигути (яп. 篚口 結也 Хигути Юя) — другой молодой сотрудник. Очень умён и дальновиден, практически всегда ходит в очках. Гениальный хакер, свой первый взлом осуществил в 11 лет с целью избавить родителей от игровой зависимости. Юя написал программу, которая стирает данные интернет-игр. Запустил вирус на уроке информатики, а придя домой после школы, обнаружил уже мертвых родителей и предсмертное сообщение на компьютере. Принимал участие в деле с «электро-опиумом». Сам попал под действие этой программы. Для ХАЛ-а разрабатывал систему защиты Сфинкса. Гипноз сняла Яко, заметив, что Хигути испытывает вину от смерти родителей. Ранее в шутку взломал сайт полицейских и переименовал в название одного известного ресторана, когда нашли, отправили под начало Усуи.
Сэйю: Нодзому Сасаки

### Злодеи
Кайто Сай (яп. サイ Кайто Сай) , или Живодёр Икс (яп. 怪盗X), — таинственный маньяк-убийца, способный менять своё обличье. Обычно выглядит как мальчик с белыми волосами. Убивая свою жертву, засовывает её в стеклянный ящик. Преследует цель изучить людей и самого себя. В аниме именно он убил отца Яко (в манге они никак не связаны). В аниме Икс — сын зверски убитой девушки Селены, ложно обвинённой в колдовстве. По его словам каждые полгода теряет память. В манге же его «отец» Сикс создал Сая как своего клона, но в какой-то момент потерял его из виду. Истинный облик - женский. Ненавидит и одновременно восхищается Нейро, желает изучить его изнутри. Дважды побеждён Нейро. В аниме его нечеловеческая сила объясняется тем, что его мать ведьма, однако это полностью не доказано. В манге является плодом экспериментов Сикса над людьми.
Сэйю: Роми Паку
Профессор Харукава (яп. 春川 英輔 Харукава) — его целью было создание в виртуальном мире точной копии любимой им девушки. Он создал ХАЛа в качестве помощника, но тот быстро понял, что желание профессора неосуществимо и убил создателя, избавив от мук отчаяния. ХАЛ создал «электро-опиум» — программу, которая пробуждала в людях их преступные наклонности. Считал Нейро достойным противником, но недооценивал Яко, что, в итоге, его и погубило. В манге — «побочный продукт» исследования разума Сиксом с целью создания клона. Неким вирусом заразил девушку Сецуну, которая и являлась возлюбленной профессора Харукавы.
Сэйю: Масане Цукаяма

## Список серий
Открывающей темой является песня «Dirty» группы Nightmare.
| Номер | Название серии                                  | Дата трансляции      |  |
| ----- | ----------------------------------------------- | -------------------- |  |
|       |                                                 |                      |  |
| 01    | Кухня «Shoku» (食【しょく】)                    | 2 октября 2007 года  |  |
| 02    | Сообщество «Komyuniti» (集【コミュニティ】)     | 9 октября 2007 года  |  |
| 03    | Смех «Doku» (笑【どく】)                        | 16 октября 2007 года |  |
| 04    | Собака «Inu» (犬【いぬ】)                       | 23 октября 2007 года |  |
| 05    | Офис «Jimusho» (貸【じむしょ】)                 | 30 октября 2007 года |  |
| 06    | Волосы «Nagai tomodachi» (髪【ながいともだち】) | 6 ноября 2007 года   |  |
| 07    | Ящик «Hako» (箱【はこ】)                        | 13 ноября 2007 года  |  |
| 08    | Мечта «Mirai» (夢【みらい】)                    | 20 ноября 2007 года  |  |
| 09    | Тиски «Shime» (締【しめ】)                      | 27 ноября 2007 года  |  |
| 10    | Одиночество «Hitorikiri» (一【ひとりきり】)     | 4 декабря 2007 года  |  |
| 11    | Знаменитость «Gyakkō» (光【きゃっこう】)        | 11 декабря 2007 года |  |
| 12    | Портрет «Zō» (像【ぞう】)                       | 18 декабря 2007 года |  |
| 13    | Икс «Sai» (X【サイ】)                           | 25 декабря 2007 года |  |
| 14    | Поездка «Yume kibun» (旅【ゆめきぶん】)         | 9 января 2008 года   |  |
| 15    | Дракон «Ryū» (竜【りゅう】)                     | 15 января 2008 года  |  |
| 16    | Весна «Haru» (春【はる】)                       | 22 января 2008 года  |  |
| 17    | Погоня «Cheisu» (追【チェイス】)                | 29 января 2008 года  |  |
| 18    | Ключ «Kagi» (鍵【かぎ】)                        | 5 февраля 2008 года  |  |
| 19    | Двое «Futari» (2【ふたり】)                     | 12 февраля 2008 года |  |
| 20    | Стол «Onna» (机【おんな】)                      | 19 февраля 2008 года |  |
| 21    | Операция «Bi» (整【び】)                        | 26 февраля 2008 года |  |
| 22    | Ведьма «Majo» (女【まじょ】)                    | 4 марта 2008 года    |  |
| 23    | Вина «Sai» (責【さい】)                         | 11 марта 2008 года   |  |
| 24    | Кости «Sai» (塞【さい】)                        | 18 марта 2008 года   |  |
| 25    | Превосходство «Sai» (塞【さい】)                | 25 марта 2008 года   |  |